# پردنی ویتون
پردنی ویتون (به چکی: Přední Výtoň) یک منطقهٔ مسکونی در جمهوری چک است که در ناحیه تشسکی کروملوو واقع شده‌است. پردنی ویتون ۷۷٫۸۳ کیلومتر مربع مساحت و ۲۲۲ نفر جمعیت دارد و ۷۵۵ متر بالاتر از سطح دریا واقع شده‌است.